# 태평동 신동아 파밀리에 1단지 아파트
신동아 파밀리에 1단지 아파트(영어: Sindonga Familie Complex 1 Apartments)는 대한민국 경기도 성남시 수정구 태평동에 위치한 아파트다.